# وزارة الأشغال العمومية والمنشآت القاعدية (الجزائر)
وزارة الأشغال العمومية و المنشآت القاعدية هي الوزارة في حكومة الجزائرالمشرفة على المشاريع الكبرى كالطرق السيارة والمطارات والموانئ

## مهام
- مساهمة قوية في النمو وخلق فرص العمل
- مساهمة في تنفيذ مخطط التخطيط الإقليمي الوطني
- التأثير المستحث على التنمية من خلال الاستثمارات التي تم إجراؤها ، والتأثير غير المباشر على قطاعات النشاط الأخرى
- المشاركة في سياسة إعادة توزيع الدخل القومي من خلال التأثير على العمالة وأعباء العمل المقدمة لشركات المقاولات العامة والخاصة ، وتوفير الخدمات العامة وتوريد معدات البنية التحتية الرئيسية.[2]

## الوزراء
| بداية          | نهاية          | وزير               | حكومة                        | اسم الوزارة                                                |
| -------------- | -------------- | ------------------ | ---------------------------- | ---------------------------------------------------------- |
| 27 سبتمبر 1962 | 18 سبتمبر 1963 | أحمد بومنجل        | حكومة بن بلة الأولى          | وزارة البناء والعمل والنقل                                 |
| 18 سبتمبر 1963 | 2 ديسمبر 1964  | أحمد بومنجل        | حكومة بن بلة الثانية         | وزارة البناء والأشغال العمومية والنقل                      |
| 2 ديسمبر 1964  | 19 يونيو 1965  | أحمد بومنجل        | حكومة بن بلة الثالثة         | وزارة البناء والأشغال العمومية والنقل                      |
| 20 يونيو 1965  | 10 يوليو 1965  | علي يحيى عبد النور | حكومة بومدين الأولى          | وزارة الأشغال العمومية                                     |
| 10 يوليو 1965  | 21 يوليو 1970  | لمين خان           | حكومة بومدين الثانية         | وزارة الأشغال العمومية والبناء                             |
| 21 يوليو 1970  | 10 ديسمبر 1974 | عبد القادر زعيبق   | حكومة بومدين الثالثة         | وزارة الأشغال العمومية                                     |
| 20 ديسمبر 1974 | 23 أبريل 1977  | عبد القادر زعيبق   | حكومة بومدين الثالثة         | وزارة الأشغال العمومية                                     |
| 23 أبريل 1977  | 8 مارس 1979    | بوعلام بن حمودة    | حكومة بومدين الرابعة         | وزارة الأشغال العمومية                                     |
| 8 مارس 1979    | 15 يوليو 1980  | غزالي أحمد علي     | حكومة عبد الغاني الأولى      | وزارة الأشغال العمومية                                     |
| 15 يوليو 1980  | 12 يناير 1982  | محمد قرطبي         | حكومة عبد الغاني الثانية     | وزارة الأشغال العمومية                                     |
| 12 يناير 1982  | 22 يناير 1984  | محمد قرطبي         | حكومة عبد الغاني الثالثة     | وزارة الأشغال العمومية                                     |
| 22 يناير 1984  | 18 فبراير 1986 | أحمد بن فريحة      | حكومة الإبراهيمي الأولى      | وزارة الأشغال العمومية                                     |
| 18 فبراير 1986 | 13 يونيو 1987  | أحمد بن فريحة      | حكومة الإبراهيمي الثانية     | وزارة الأشغال العمومية                                     |
| 13 يونيو 1987  | 9 نوفمبر 1988  | أحمد بن فريحة      | حكومة الإبراهيمي الثانية     | وزارة الأشغال العمومية                                     |
| 5 نوفمبر 1988  | 9 سبتمبر 1989  | عيسى عبد اللاوي    | حكومة مرباح                  | وزارة الأشغال العمومية                                     |
| 9 سبتمبر 1989  | 25 يوليو 1990  | شريف رحماني        | حكومة حمروش الأولى           | وزارة التجهيز                                              |
| 25 يوليو 1990  | 5 يونيو 1991   | محمد ڤنيفد         | حكومة حمروش الثانية          | وزارة التجهيز                                              |
| 5 يونيو 1991   | 15 أكتوبر 1991 | مصطفى حراثي        | حكومة غزالي الأولى           | وزارة التجهيز والسكن                                       |
| 16 أكتوبر 1991 | 22 فبراير 1992 | مصطفى حراثي        | حكومة غزالي الثانية          | وزارة التجهيز والسكن                                       |
| 22 فبراير 1992 | 19 يوليو 1992  | مصطفى حراثي        | حكومة غزالي الثالثة          | وزارة التجهيز والسكن                                       |
| 19 يوليو 1992  | 21 أغسطس 1993  | مقداد سيفي         | حكومة عبد السلام             | وزارة التجهيز                                              |
| 21 أغسطس 1993  | 11 أبريل 1994  | مقداد سيفي         | حكومة غزالي الثانية          | وزارة التجهيز                                              |
| 11 أبريل 1994  | 2 يوليو 1995   | شريف رحماني        | حكومة سيفي الأولى            | وزارة التجهيز والتهيئة العمرانية                           |
| 2 يوليو 1995   | 27 نوفمبر 1995 | شريف رحماني        | حكومة سيفي الأولى            | وزارة التجهيز والتهيئة العمرانية                           |
| 27 نوفمبر 1995 | 31 ديسمبر 1995 | شريف رحماني        | حكومة سيفي الثانية           | وزارة التجهيز والتاهيئة العمرانية                          |
| 31 ديسمبر 1995 | 24 يونيو 1997  | اسماعين دين        | حكومة أويحيى الأولى          | وزارة التجهيز والتاهيئة العمرانية                          |
| 24 يونيو 1997  | 14 ديسمبر 1998 | عبد الرحمان بلعياط | حكومة أويحيى الثانية         | وزارة التجهيز والتاهيئة العمرانية                          |
| 15 ديسمبر 1998 | 23 ديسمبر 1999 | عبد الرحمان بلعياط | حكومة حمداني                 | وزارة التجهيز والتاهيئة العمرانية                          |
| 23 ديسمبر 1999 | 26 أغسطس 2000  | محمد علي بوغازي    | حكومة بن بيتور               | وزارة الاشغال العمومية والتهيئة العمرانية والبيئة والتعمير |
| 26 أغسطس 2000  | 31 مايو 2001   | عمارة بن يونس      | حكومة بن فليس الأولى         | وزارة الأشغال العمومية                                     |
| 31 مايو 2001   | 4 يونيو 2002   | عبد المالك سلال    | حكومة بن فليس الثانية        | وزارة الأشغال العمومية                                     |
| 4 يونيو 2002   | 5 مايو 2003    | عمار غول           | حكومة بن فليس الثالثة        | وزارة الأشغال العمومية                                     |
| 5 مايو 2003    | 19 أبريل 2004  | عمار غول           | حكومة أويحيى الثالثة         | وزارة الأشغال العمومية                                     |
| 19 أبريل 2004  | 1 مايو 2005    | عمار غول           | حكومة أويحيى الرابعة         | وزارة الأشغال العمومية                                     |
| 1 مايو 2005    | 24 مايو 2006   | عمار غول           | حكومة أويحيى الخامسة         | وزارة الأشغال العمومية                                     |
| 25 مايو 2006   | 4 يونيو 2007   | عمار غول           | حكومة بلخادم الأولى          | وزارة الأشغال العمومية                                     |
| 4 يونيو 2007   | 23 يونيو 2008  | عمار غول           | حكومة بلخادم الثانية         | وزارة الأشغال العمومية                                     |
| 23 يونيو 2008  | 15 نوفمبر 2008 | عمار غول           | حكومة أويحيى السادسة         | وزارة الأشغال العمومية                                     |
| 15 نوفمبر 2008 | 27 أبريل 2009  | عمار غول           | حكومة أويحيى السابعة         | وزارة الأشغال العمومية                                     |
| 27 أبريل 2009  | 28 مايو 2010   | عمار غول           | حكومة أويحيى الثامنة         | وزارة الأشغال العمومية                                     |
| 28 مايو 2010   | 3 سبتمبر 2012  | عمار غول           | حكومة أويحيى الثامنة         | وزارة الأشغال العمومية                                     |
| 3 سبتمبر 2012  | 11 سبتمبر 2013 | عمار غول           | حكومة سلال الأولى            | وزارة الأشغال العمومية                                     |
| 11 سبتمبر 2013 | 13 مارس 2014   | فاروق شيالي        | حكومة سلال الثانية           | وزارة الأشغال العمومية                                     |
| 13 مارس 2014   | 14 مايو 2015   | قاضي عبد القادر    | حكومة سلال الثالثة           | وزارة الأشغال العمومية                                     |
| 14 مايو 2015   | 11 يونيو 2016  | عبد القادر والي    | حكومة سلال الرابعة           | وزارة الأشغال العمومية                                     |
| 11 يونيو 2016  | 25 مايو 2017   | بوجـمعة طلعي       | حكومة سلال الخامسة           | وزارة الأشغال العمومية والنقل                              |
| 25 مايو 2017   | 15 أغسطس 2017  | عبد الغاني زعلان   | حكومة تبون                   | وزارة الأشغال العمومية والنقل                              |
| 15 أغسطس 2017  | 11 مارس 2019   | عبد الغاني زعلان   | حكومة أويحيى العاشرة         | وزارة الأشغال العمومية والنقل                              |
| 11 مارس 2019   | 2 يناير 2020   | مصطفى كورابة       | حكومة بدوي                   | وزارة الأشغال العمومية والنقل                              |
| 2 يناير 2020   | 23 يونيو 2020  | فاروق شيالي        | حكومة جراد الأولى            | وزارة الأشغال العمومية والنقل                              |
| 23 يونيو 2020  |                | فاروق شيالي        | حكومة جراد الثانية           | وزارة الأشغال العمومية                                     |
| 7 يوليو 2021   | 8 سبتمبر 2022  | كمال ناصري         | حكومة بن عبد الرحمان         | وزارة الأشغال العمومية                                     |
| 8 سبتمبر 2022  |                | لخضر رخروخ         | حكومة بن عبد الرحمان         | وزارة الأشغال العمومية و الري و المنشآت القاعدية           |
| 16 مارس 2023   |                | لخضر رخروخ         | حكومة بن عبد الرحمان الثانية | وزارة الأشغال العمومية والمنشآت القاعدية                   |
| 11 نوفمبر 2023 |                | لخضر رخروخ         | حكومة العرباوي               | وزارة الأشغال العمومية والمنشآت القاعدية                   |
| 19 نوفمبر 2024 |                | لخضر رخروخ         | حكومة العرباوي الثانية       | وزارة الأشغال العمومية والمنشآت القاعدية                   |